# Merkuria
Merkuria — imię żeńskie pochodzenia łacińskiego, żeński odpowiednik imienia Merkury, od łac. Mercurius, prawdopodobnie pochodzącego od mercari — "handlować". Patronką tego imienia w Kościele katolickim jest św. Merkuria, wspominana razem ze św. Dionizją i Ammonarią (III wiek).
Merkuria imieniny obchodzi 12 grudnia.